# Ilustración en Ecuador

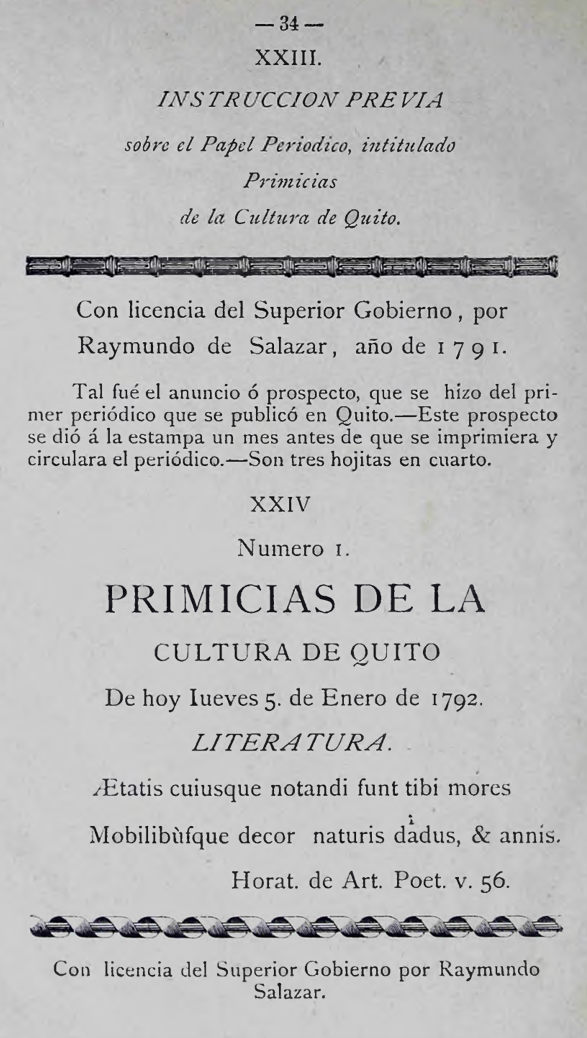
Primicias de la Cultura de Quito, generado en la imprenta que había llegado a la Real Audiencia de Quito en 1750, después de su paso por la ciudad de Ambato, donde existe un monumento en su honor.

La ilustración en la Real Audiencia de Quito fue el desarrollo de las ideas que estaban relacionadas con el movimiento ilustrado, y que tuvieron repercusión en ese país a través de personas, conexiones, libros o asociaciones que se concentraron a lo largo del siglo XVIII. Se desarrolló a lo largo de dos etapas principales, la primera a través de la influencia de la Misión geodésica y la ciencia desarrollada con la Compañía de Jesús y la segunda etapa, la ilustración plena que cobró fuerza a partir de la expulsión de esa orden religiosa y los esfuerzos por mejorar la condición económica de la Real Audiencia de Quito.

## El desarrollo científico 1707-1750

### Antecedentes, la cosmografía
A grandes rasgos, la ilustración se concentró especialmente en una fracción de la población que tenía vínculos ya sea por viajes o por libros con las nuevas ideas que surgirían en Europa a partir de la revolución científica en España, Francia e Inglaterra. Se desarrolló durante la monarquía española bajo la dinastía de la Casa de Borbón y tuvo una incidencia importante dentro de las universidades y personas que contaban con recursos suficientes para conseguir libros y tener bibliotecas personales. Tuvo además, relación con los principales movimientos de la ilustración española como los novatores, y la escuela universalista española , y también mostró expresiones de ideas enciclopedistas como las que se desarrollaron en Francia.
El siglo XVIII empezó con la guerra de sucesión española, lo que dio bastante inestabilidad política durante los primeros años, desde 1701 a 1714. Durante esta época el interés por la Amazonía de la Real Audiencia de Quito era patente y varias misiones religiosas fueron destinadas a esa región con el fin de poder lograr la evangelización y colonización de esos territorios. Fruto de esto se desarrolló la cosmografía que buscaba mapear los nuevos territorios que se descubrían tomando en cuenta su geografía pero también los habitantes de esos lugares, las plantas y animales. La persona más destacada en este aspecto fue Samuel Fritz quien durante sus misiones creó el mapa del Río Amazonas y culminaría con la publicación del primer mapa en el año 1707.

### La misión geodésica y el racionalismo

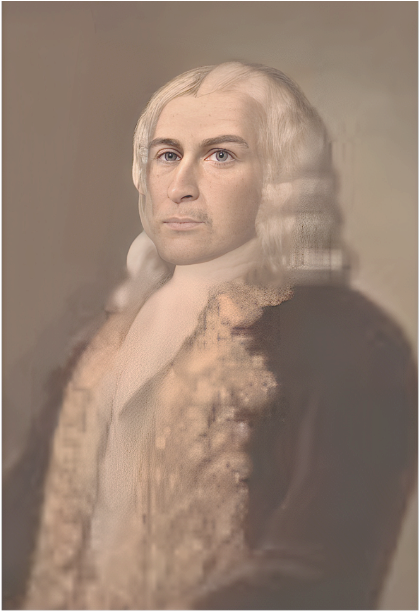
Miguel de Jijón y León, I Conde de Casa Jijón, miembro de la Real Sociedad Económica Matritense de Amigos del País

Pocos años después de la guerra de sucesión en 1715 empezarían las reformas borbónicas que buscarían implantar las ideas ilustradas dentro de las Españas con el fin de seguir el curso que otras monarquías estaban siguiendo a través del desarrollo de la ciencia y las reformas en la educación de acuerdo a los lineamientos humanistas y dejar la tradicional escolástica medieval finalmente. Dos años después se crearía el Virreinato de Nueva Granada, lo que sería tal vez el suceso político más importante de ese siglo en la Real Audiencia. El primer intento duraría hasta 1723, a partir de lo cual los territorios de la Real Audiencia volverían bajo la jurisdicción del Virreinato del Perú hasta 1739 cuando volverían finalmente. Durante este periodo de tiempo, desarrollaría sus investigaciones científicas Pedro Vicente Maldonado. Heredero de la cosmografía que se practicaba dentro de los territorios españoles de manera institucional, así como de la tradición escolástica que durante esa época aún se impartía, logró ampliar sus conocimientos y actualizarlos como autodidacta. Tenía plena confianza en que los conocimientos científicos ayudarían a progresar a su sociedad, dedicó su vida Maldonado al estudio de sus territorios, creando el primer mapa de la Real Audiencia de Quito. También empezó un proyecto de la creación de un camino desde Quito hasta Esmeraldas con el fin de aumentar el comercio y conectarse con la Real Audiencia de Panamá. Mientras trabajaba en ello, llegó la Misión geodésica con el fin de realizar la medición del arco terrestre y comprobar la forma de la tierra. Esta misión que duró casi una década fue un factor fundamental en el desarrollo de las ideas ilustradas.

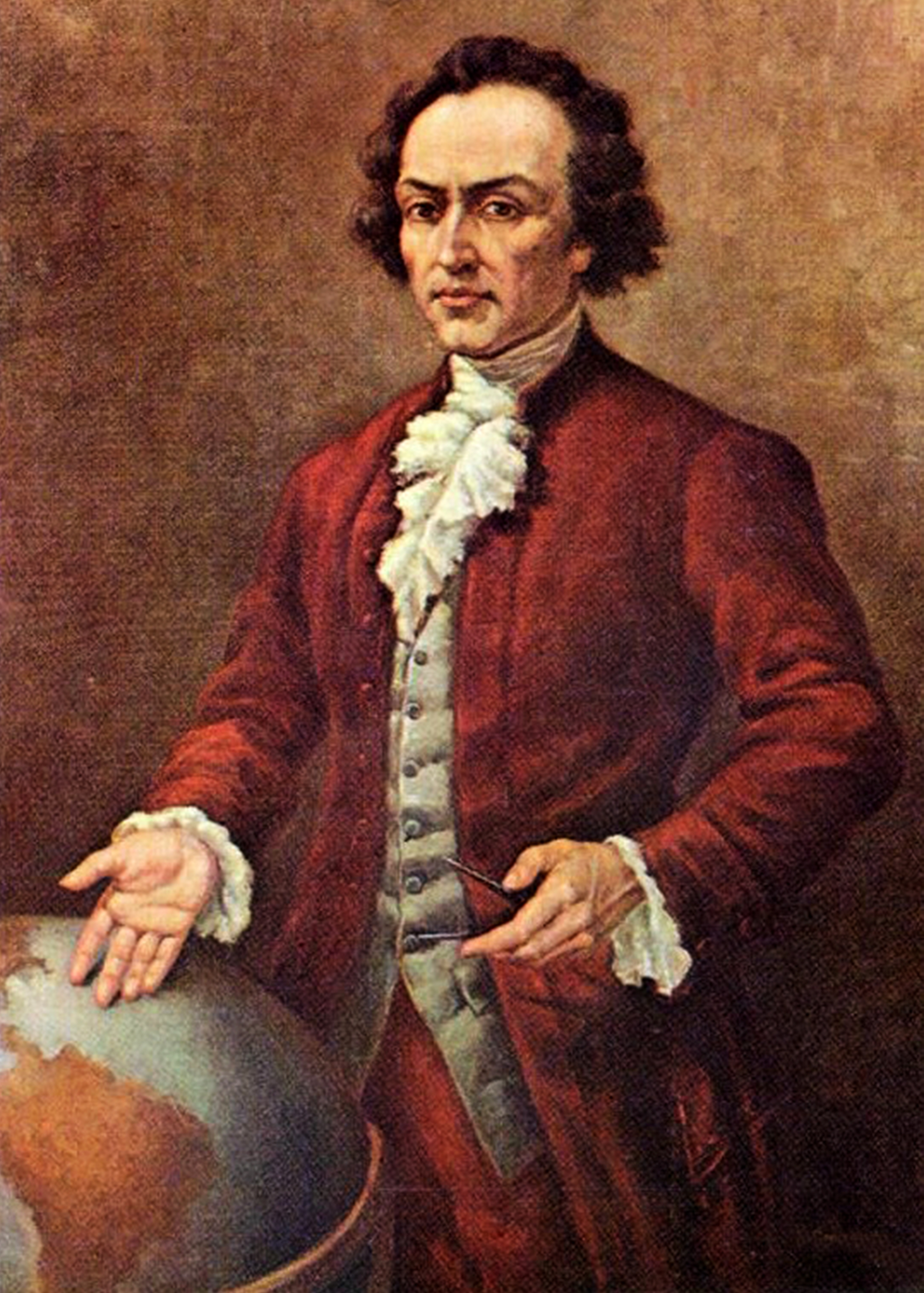
Pedro Vicente Maldonado, Gentilhombre de la Real cámara, miembro correspondiente de la Academia de Ciencias de París

Muchas de estas ideas, sin embargo, no estaban ausentes ni ignoradas sino que más bien eran combatidas en las universidades o censuradas en el índice de libros prohibidos. La influencia de los ilustrados se dio fuera de las universidades en personas específicas con las que establecieron amistades. Una de ellas fue Maldonado, quien después de la Misión geodésica viajó a Europa para conseguir el reconocimiento de su proyecto de colonización de Esmeraldas y también para convertirse en miembro de la Academia de las ciencias. Otra persona importante que entablaría amistad con los geodésicos, especialmente su líder La Condamine sería el jesuita Juan Magnin, quien había sido enviado como misionero a las misiones en la Amazonía sin embargo durante sus viajes además de escribir sus diarios también estaba construyendo un sistema filosófico que reformaba a René Descartes, un autor que había sido prohibido por la Iglesia.

## Fin de la escolástica e inicios de la ilustración 1750-1809

### La ciencia, la escolástica y el nacimiento de la historia

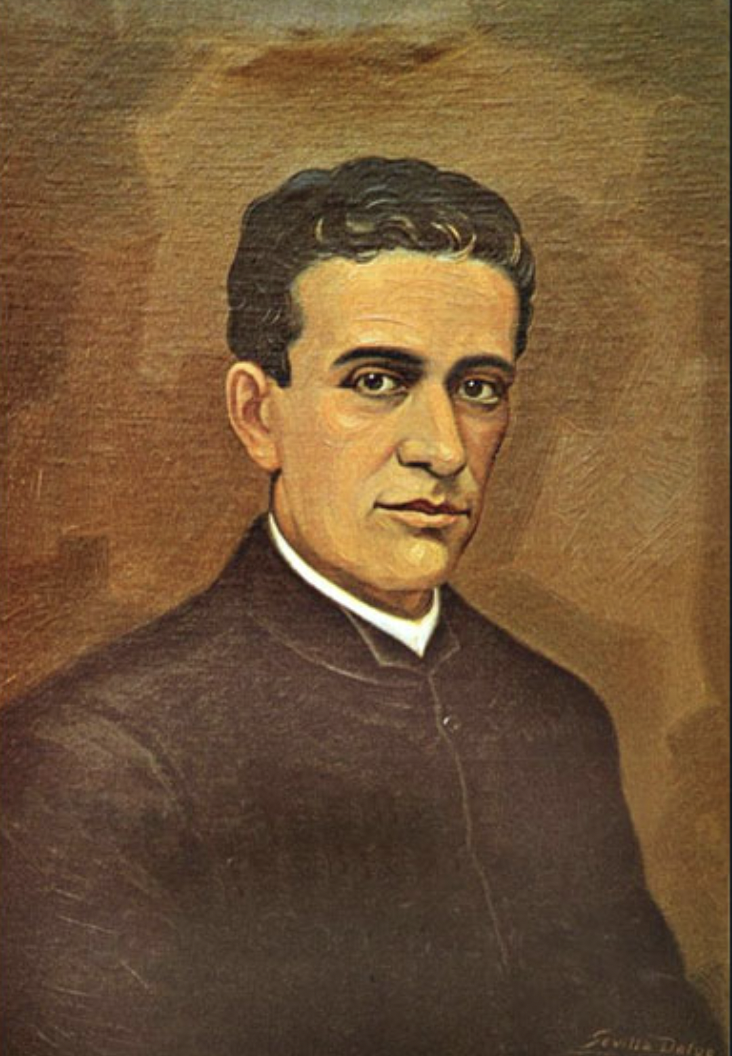
Juan Bautista Aguirre, S.J., filósofo y poeta

A mediados del siglo XVIII dos hechos importantes cambiarían definitivamente el curso de la historia en el resto de ese siglo: la imprenta y los correos. Si bien es cierto, estos ya existían en otros territorios de la monarquía española, fue en estos años cuando ingresaron finalmente en la Real Audiencia de Quito. La imprenta que estaría a cargo inicialmente de la orden de la Compañía de Jesús en 1750, sería después utilizada por Eugenio Espejo para sus escritos. Por otro lado, los correos ayudarían a comunicarse más fácilmente a un territorio que por la geografía y la poca población estaba parcialmente aislado.

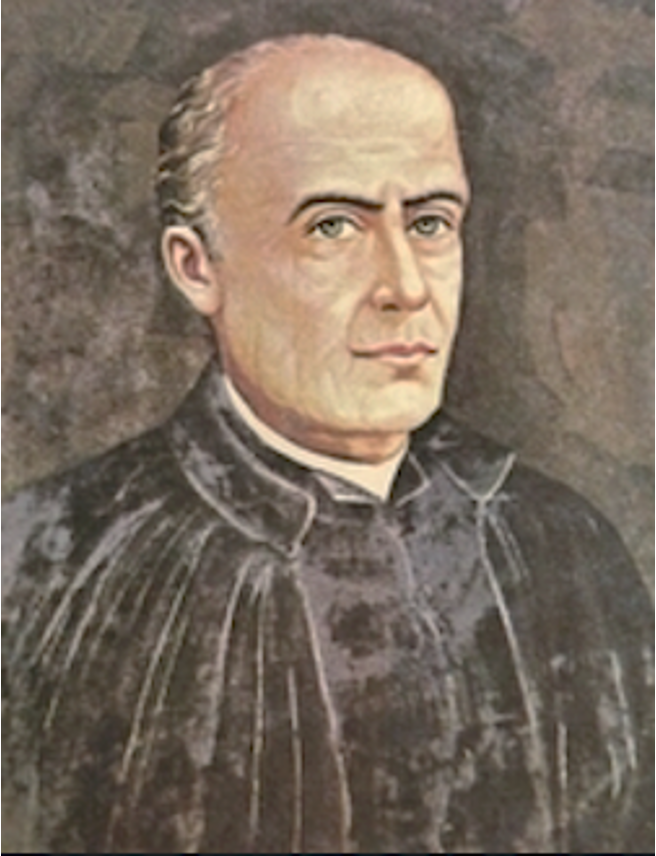
Juan de Velasco, S.J., historiador y naturalista

Una de las figuras más destacadas de este periodo fue sin duda Juan de Velasco. Su curiosidad por la naturaleza y amplios conocimientos humanísticos le llevaron a escribir la Historia del Reino de Quito durante su exilio en Faenza, Italia. La circunstancia en la que escribió su libro fue desafortunada para la precisión de sus afirmaciones y posteriormente fue criticado por arqueólogos y antropólogos como Jijón y Caamaño o González Suárez, sin embargo su obra fue pionera en poner como punto de vista de la historia a una persona que formaba parte de la Real Audiencia de Quito. Esta actitud era normal dentro de esa época y se vio reflejado también en el libro del Oidor quitense, Juan Romualdo Navarro titulado el Ideal del Reino de Quito. Siguiendo con el curso de las ideas filosóficas, a la publicación de Juan Magnin, el Descartes Reformado, se sumaría Juan Bautista Aguirre con su tratado de física en donde manteniendo el formato escolástico, incorporaba los últimos descubrimientos astronómicos intentando reconciliarlos con la revelación cristiana. Además también incluyó sus propias investigaciones haciendo uso de un microscopio traído por Juan de Hospital, con el que refutaba muchas afirmaciones de la escolástica tradicional. Sus tratados fueron escritos en la parte inicial de su carrera durante los años 1557 y 1559. Todo esto sin embargo se vería fuertemente interrumpido por la expulsión de los jesuitas en 1767, con lo que terminaría el esplendor de la Compañía de Jesús que se vivió en ese siglo y también la escolástica vería su fin dando paso a un pensamiento más propiamente ilustrado. Por su parte Juan de Hospital sería un destacado escolástico que abrazaría finalmente el heliocentrismo dejando de lado la teoría geocéntrica ya sea en su visión ptolemaica, ya sea en la conciliación ticónica, muchas veces defendida por escolásticos como Juan Bautista Aguirre, Sebastián Luis Abad, entre otros. Con Hospital se iniciaría formalmente la ciencia moderna en Ecuador.

### La ilustración y las Reformas Borbónicas

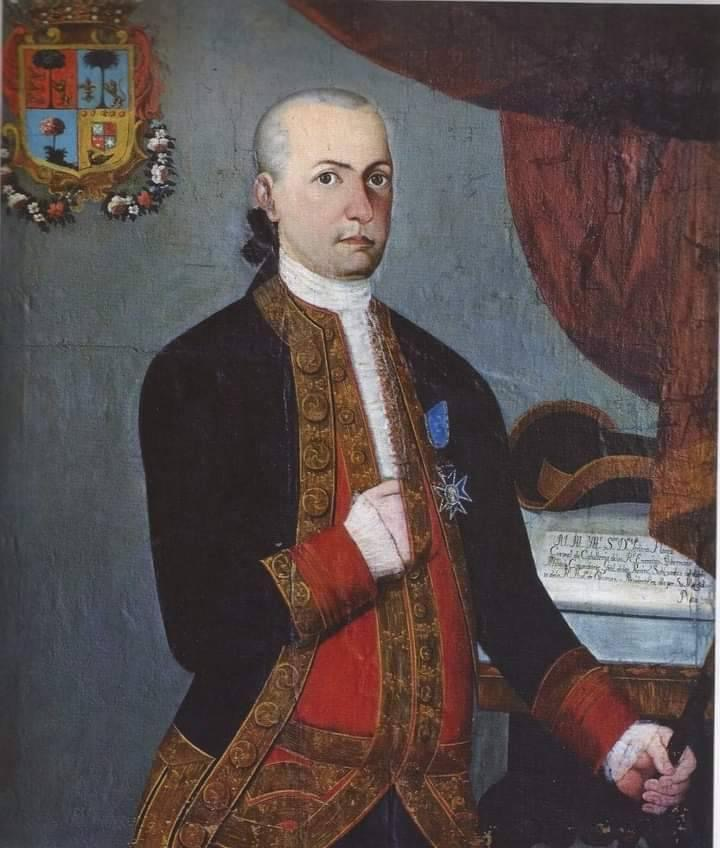
Ignacio Flores el "Pacificador del Perú"

Otro destacado ilustrado fue Ignacio Flores, oriundo de Latacunga quien destacó en múltiples áreas gracias a su sólida formación filosófica y matemática, así como a su dominio de idiomas. Tras servir a la Corona española en diversos cargos, incluyendo la docencia en Madrid, regresó a América y asumió la presidencia de la Audiencia de Charcas. Allí, se enfrentó a las rebeliones indígenas lideradas por los hermanos Katari y, posteriormente, por Túpac Katari. En 1781, lideró la represión de estas revueltas, participando en batallas clave como la de Calamarca, donde derrotó a Túpac Katari y logró la captura de su esposa, Bartolina Sisa, liberando temporalmente La Paz. Sin embargo, tras la retirada de Flores, Katari retomó el asedio de la ciudad, esta vez junto a Andrés Túpac Amaru, con quien tuvo tensiones por cuestiones de origen noble. La retirada de Andrés Túpac Amaru debilitó el asedio indígena, permitiendo que José de Reseguín rompiera el sitio en octubre. La resistencia se fragmentó y la oferta de amnistía del virrey Agustín de Jáuregui llevó a la rendición de varios líderes. No obstante, la administración de Flores se vio envuelta en controversias. Acusado de complicidad en sublevaciones posteriores y de benevolencia en la represión, fue destituido y enviado a Buenos Aires para ser juzgado. Su misteriosa muerte en prisión en 1786 lo convirtió en un símbolo de las injusticias sufridas por los criollos durante la época colonial.

### La enciclopedia y la ilustración

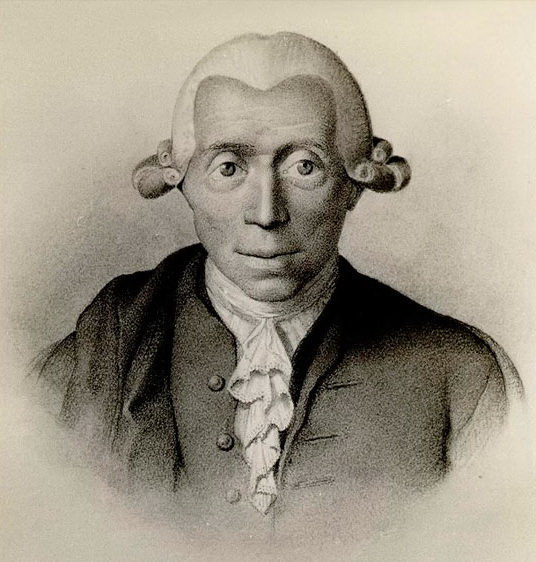
Pedro Franco Dávila, Director del Real Gabinete de Historia Natural y miembro de la Royal Society

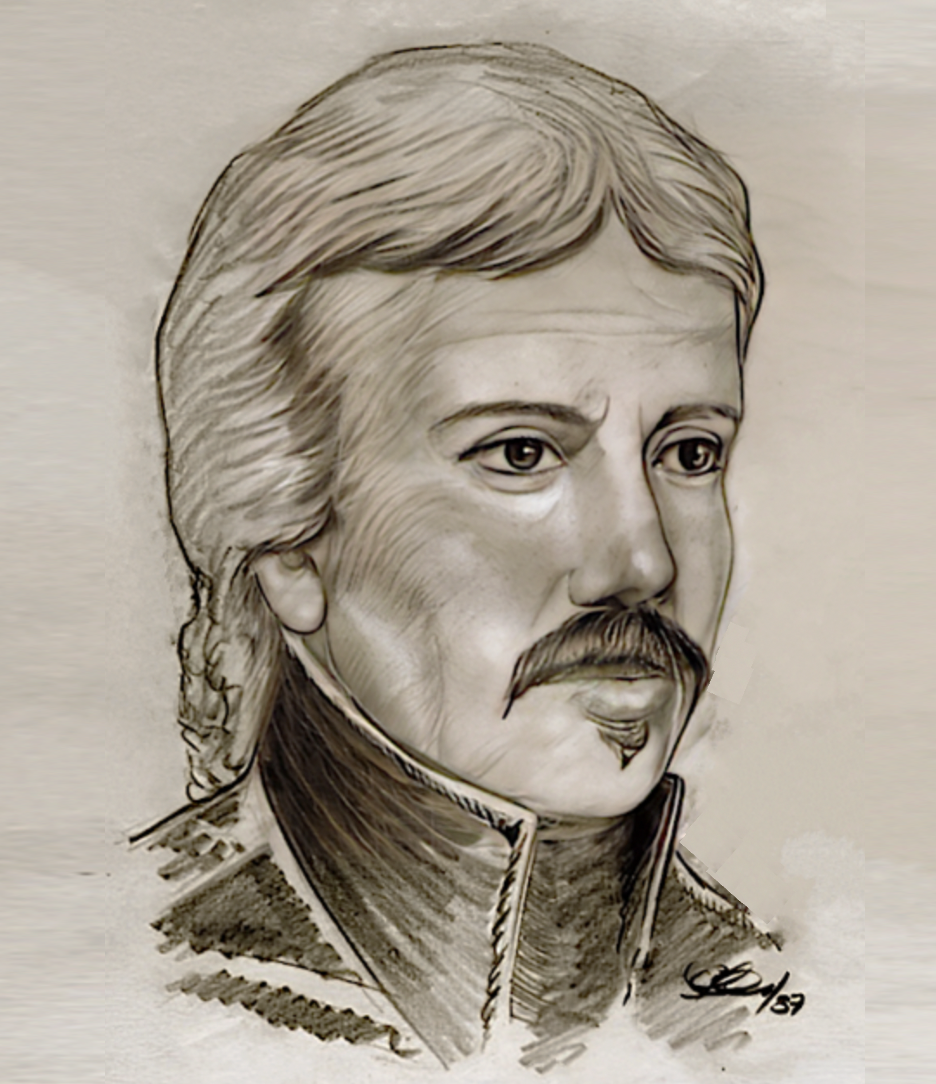
Mariscal de campo Don Antonio de Alcedo, Gobernador de la plaza de La Coruña en el Reino de Galicia

Otro científico importante durante esta época sería Pedro Franco Dávila, que emprendería su viaje a Europa donde conocería a muchos ilustrados y científicos. Empezaría además a reunir una colección botánica en la que invertiría su fortuna, por su entusiasmo. Para evitar caer en bancarrota buscó en París a alguien que financie sus estudios o compre su trabajo. Por la publicación de su catálogo, lograría ingresar a tres academias de la ciencia, en San Petersburgo, Berlín en Inglaterra. Después también formaría parte de la Sociedad de Amigos del País del País Vasco y la Real Academia de la Historia de España. Por esta razón entraría en contacto con miembros de lo que se conoce como la Escuela Universalista Española. A esto se sumaría la influencia que tuvieron las ideas enciclopedistas. Antonio de Alcedo, un militar y geógrafo, hijo de Dionisio de Alcedo quien fue presidente de la Real Audiencia de Quito y era conocido por su afición a la geografía también y la recolección de datos científicos. Antonio durante su vida publicó dos diccionarios, en esa época era la palabra que se usaba para referirse a la enciclopedia. El primero titulado Diccionario Geográfico-Histórico en cinco tomos que recolecta información de América bajo la corona española. El segundo fue su Biblioteca Americana que crea un catálogo de escritores que habían hecho alguna obra sobre este continente. Respecto a los enciclopedistas, otra persona importante fue Miguel de Jijón y León, quien durante sus viajes a Europa entablaría amistades con muchos ilustrados, especialmente Pablo de Olavide, de quien sería muy cercano. También conocería a Dennis Diderot en Francia. Su conexión con Europa sirvió para traer también las nuevas ideas ilustradas a América, de manera similar a los geodésicos. Publicó libros como parte de la su servicio público, siempre con la intención de usar los últimos conocimientos científicos para mejorar prácticas comunes o también para proponer maneras de aumentar el comercio. Esto sería importante en 1778 cuando Carlos III decretaría el fin de las trabas al comercio.

### Las artes y el humanismo

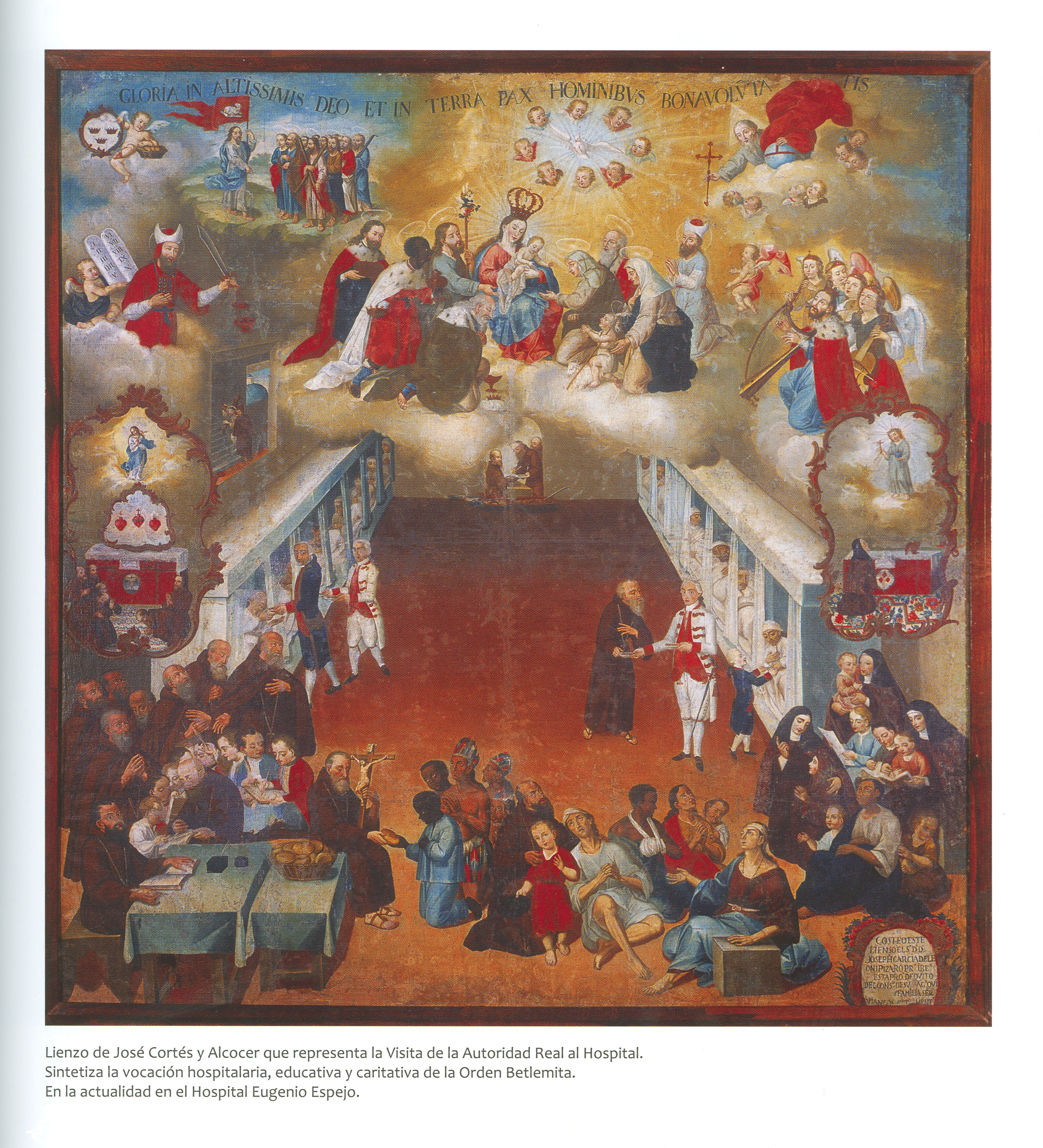
Pintura de la visita de Joseph García de León y Pizarro al Hospital San Juan de Dios de Quito

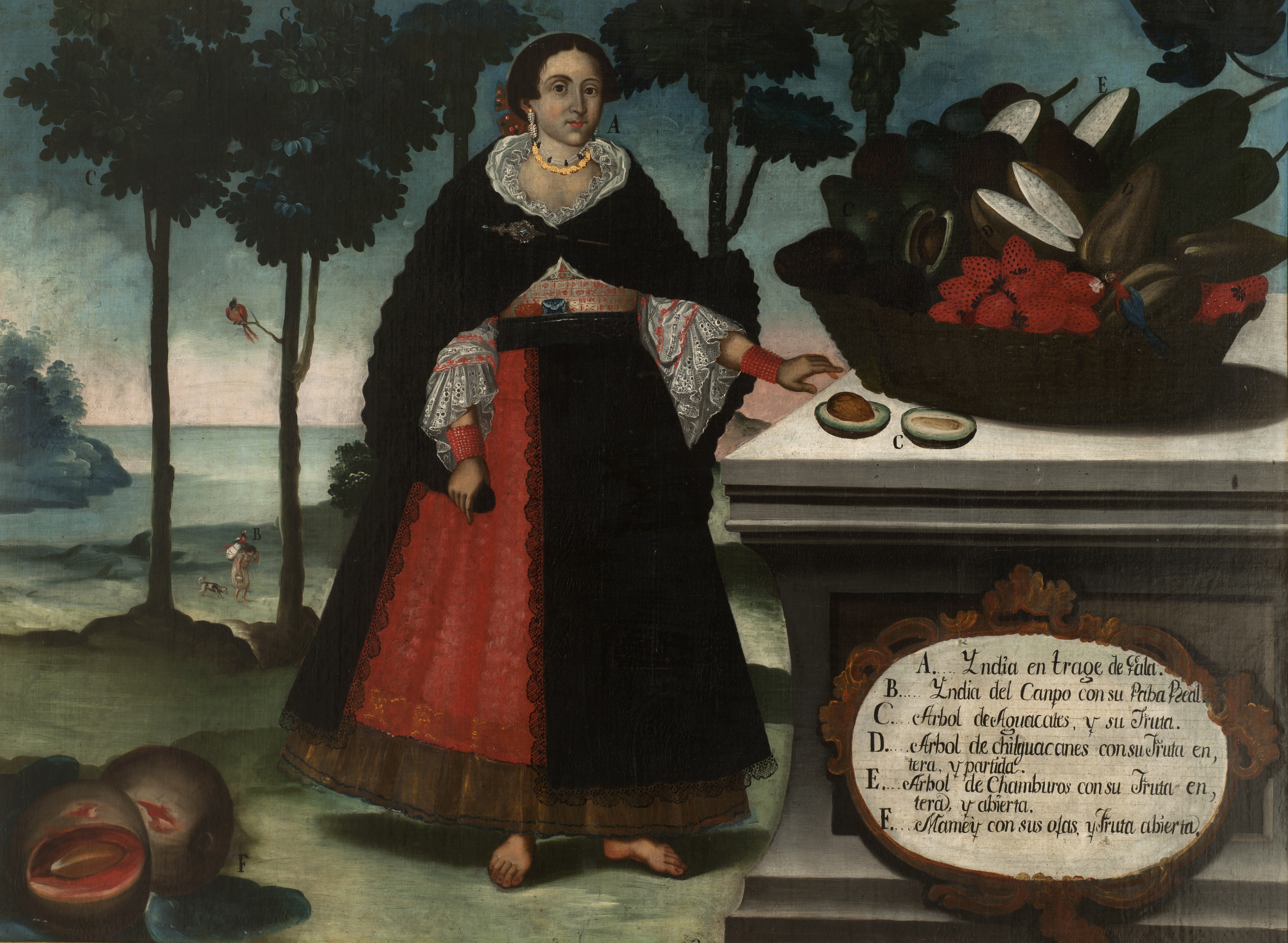
India en traje de gala por Vicente Albán

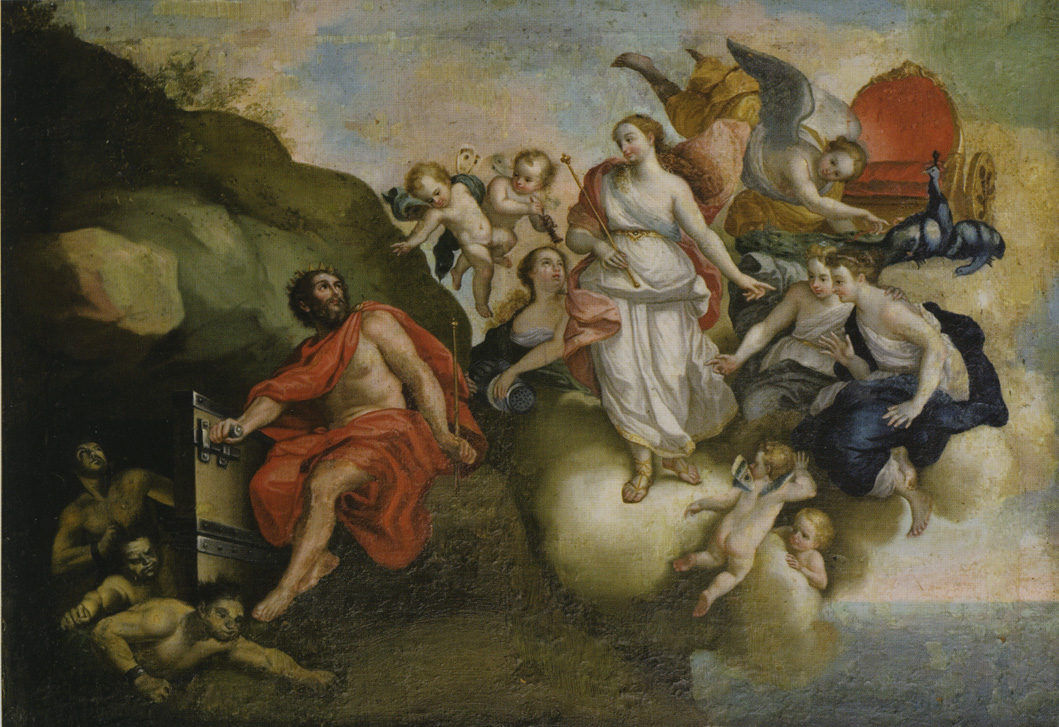
Manuel Samaniego y Jaramillo - Aire, cuando Juno ordena a Eolo que libere los vientos.

Se conoce que Manuel de Samaniego fue el último gran pintor de la Escuela Quiteña y que tuvo un papel renovador dentro de ella. Pasó a la historia por estos esfuerzos que se encarnaron en su importante tratado de pintura. Samaniego buscó la renovación de la ya centenaria escuela quiteña para su tiempo y destacó sobre todo por el uso de nuevos colores, lo que desarrolla en detalle en su tratado de pintura puesto que los ingredientes para ellos dependía de la disponibilidad de elementos que no existían normalmente en la Audiencia, para ello la necesidad del comercio. Además también cambió la temática de las pinturas que eran generalmente religiosas en los siglos pasados. Esto, aunque su obra si tuvo una primacía en lo religioso por su trabajo en la Catedral Primada de Quito. Sin embargo existen algunas obras que se alejaban de la religión católica y trataron sobre mitología clásica, es decir temas profanos en lugar de los acostumbrados temas sagrados de todos los pintores de la escuela quiteña (es conocido la devoción de Miguel de Santiago por la Virgen, lo que sería la base para el trabajo de Bernardo de Legarda posteriormente). En todo caso existen dos cuadros famosos con este tema que se titulan "Aire, cuando Juno ordena a Eolo que libere los vientos" y también "Agua, el triunfo de Neptuno y Anfitrite". Samaniego además se relacionó con los científicos de La Real Expedición Botánica de Nueva Granada, en específico Caldas, de quien existe el registro de su opinión al respecto de la escuela quiteña de esa época que giraba en torno a la poca renovación que había tenido y destacaba solamente el trabajo que se había realizado en la Catedral Primada, donde Samaniego trabajaba. Además en esta expedición también destacó Vicente Albán como pintor con su serie de cuadros encargados por Celestino Mutis donde se representa a personas y la flora y fauna, de manera científica y completamente secular. Sería de esta forma como terminaría evolucionando la escuela quiteña de arte durante la ilustración, ya muy cerca de las independencias. 

### Las mujeres y la ilustración

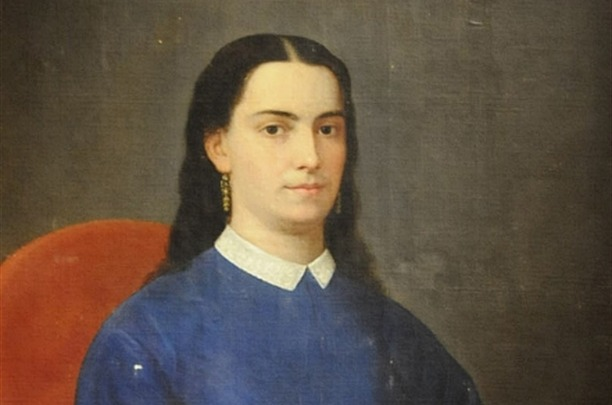
Manuela Cañizares

Durante el siglo XVIII destacaron principalmente María Magdalena Dávalos y Maldonado, Manuela de la Santa Cruz Espejo y Aldaz, y Manuela Cañizares y Álvarez. Se caracterizaron por jugar roles significativos durante este siglo y por ser precursoras de la independencia de Ecuador. Dávalos y Maldonado, intelectual y artista, fue la única mujer en la Sociedad Patriótica de Amigos del País. Provenía de una familia prominente, puesto que era sobrina de Pedro Vicente Maldonado. Su fluidez en idiomas y su destreza en las artes la convirtieron en una figura admirada, incluso por los científicos de la misión geodésica.
Manuela Espejo, hermana del prócer Eugenio, fue una pionera del periodismo y la enfermería. Fue prócer de la independencia y se casaría con José Mejía Lequerica. Escribió con su seudónimo, "Erophilia", lo que le permitió abordar temas de justicia social, derechos de la mujer y defender las causas independentistas en el periódico Primicias de la Cultura de Quito. Su formación en medicina, aunque informal, la posicionó como una precursora de la enfermería en Ecuador. Por su parte, Manuela Cañizares fue una heroína de la independencia, cuya casa sirvió de centro para la planificación de la revolución de 1809 y cuyo liderazgo impulsó a los patriotas a la acción, dejando un legado de intelecto, activismo y valentía en la historia de Ecuador.

### La Sociedad de Amigos del País y la reforma universitaria

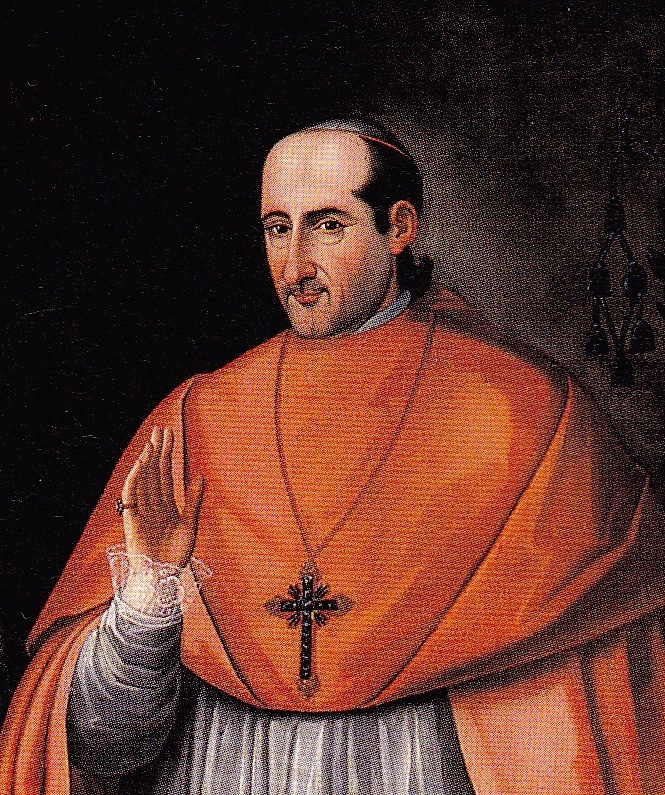
Obispo de Quito, José Pérez Calama, miembro de la Sociedad Bascongada de Amigos del País

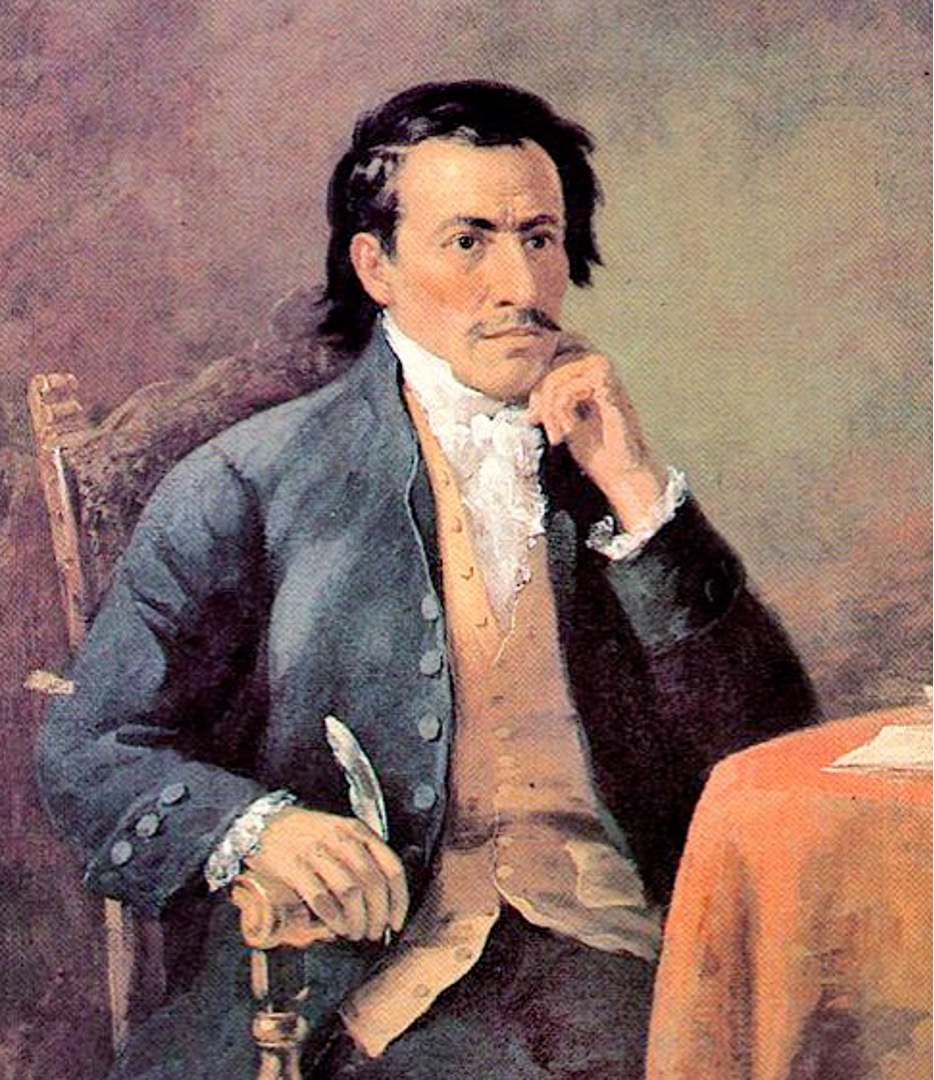
Eugenio de Santa Cruz y Espejo, secretario de la Sociedad Patriótica de Amigos del País

Por último hubo dos personas muy destacadas en la parte final de este siglo que buscaron con mucho ímpetu la reforma educativa. Serían Eugenio Espejo y el Obispo de Quito José Pérez Calama. El primero habiendo estudiado en todas las facultades disponibles y teniendo profesores tan destacados como Bautista Aguirre, buscó reformar la educación con el fin de volverla más práctica, tomar en cuenta los nuevos desarrollos en derecho natural por parte de Grocio y Pufendorf, y también intentando desmitificar el acceso al conocimiento que siempre estaba del lado de los jesuitas. Se preocupó por la higiene de la ciudad y publicó su libro famoso titulado "Reflexiones sobre las Viruelas" bajo pedido de las autoridades reales que reconocían sus conocimientos y capacidad para mejorar la situación. Como ejemplo de sus propuestas, fue la reorganización de los hospitales para en lugar de usar los estamentos sociales para dividir el edificio, era mejor usar criterios médicos para aislar a los pacientes contagiosos y separar las secciones ambulatorias de las emergentes. Por último formó parte de la Sociedad Patriótica de Amigos del País, fundada por Miguel de Jijón, basándose de sus experiencias en la Sociedad de Amigos del País de Madrid, de la que había sido miembro. Fue Espejo quien publicó la mayoría de los tomos del periódico que se fundó en esta sociedad titulado "Primicias de la Cultura de Quito". La temática fue literaria y económica, para por un lado despertar del letargo cultural del que se encontraba la sociedad y por otro buscar reactivar la actividad económica que tanto había sufrido en ese siglo la región norte de la Real Audiencia. Como miembros de la Sociedad de Amigos del País que después destacaron dentro de los movimientos subversivos del 10 de agosto, fueron importantes José de Cuero y Caicedo quien fue nombrado Presidente del Estado de Quito, Juan Pio Montúfar, amigo cercano de Eugenio Espejo, o también la única mujer miembra de esa asociación Magdalena Dávalos y Maldonado, que era sobrina de Pedro Vicente Maldonado. También fue destacable la hermana de Eugenio Espejo, Manuela Espejo, quien escribía bajo el seudónimo de Erophilia. Por otro lado, Pérez Calama, quien también colaboraría en la redacción de Primicias, destacó sobre todo por su propuesta de reforma del sistema educativo. Buscaría crear una facultad de economía política para poder estudiar de manera más directa los nuevos descubrimientos que se estaban realizando en esta disciplina, y ya no hacerlo como una rama del derecho. Además dentro de la reforma a la educación que planteó Calama quería mejorar la forma en la que se enseñaba matemáticas y medicina. Todo esto teniendo en cuenta que el sistema educativo colonial había colapsado y las tres universidades que antes existían ahora conformaban solamente una, a partir de la expulsión de los jesuitas. El Obispo de Quito también fue famoso por la practicidad de sus edictos pastorales que buscaban el mejoramiento de las costumbres, mejorar la higiene y preocuparse por la condición material de los habitantes de esa ciudad, de acuerdo al conocimiento que había adquirido en Salamanca en sus estudios y en Nueva España, lugar donde vivió muchos años. Sus esfuerzos por reformar la educación fueron continuados aunque no por mucho tiempo por su muerte, con el impulso de Francisco Luis Héctor de Carondelet, también conocido como "Barón de Carondelet".
Después de la expulsión de los jesuitas, el sistema universitario que estaba formado por la Universidad San Gregorio Magno de la Compañía de Jesús, la Santo Tomás de Aquino de los dominicos y la Universidad de San Fulgencio de los agustinos la cual cerro en 1786; las otras dos universidades terminaron fusionando en la universidad "Real y Pública Santo Tomás de Aquino de Quito" en 1786. A esta universidad estarían destinadas las reformas de Pérez Calama y el Barón de Carondelet. El historiador Rex Típton Sosa Freire, resume las reformas universitarias en la siguiente tabla:
| Contenido de la enseñanza universitaria | Contenido de la enseñanza universitaria | Contenido de la enseñanza universitaria | Contenido de la enseñanza universitaria |
| Universidad San Gregorio                | Universidad Santo Tomás                 | Reforma de José Pérez Calama            | Reforma de Luis Héctor de Carondelet    |
| --------------------------------------- | --------------------------------------- | --------------------------------------- | --------------------------------------- |
| Prima de Teología                       | Prima de Teología                       | Prima de Teología                       | Teología Dognática                      |
| Vísperas de Teología                    | Vísperas de Teología                    | Vísperas de Teología                    | Teología Moral                          |
| Prima de Cánones                        | Prima de Cánones                        | Prima de Cánones                        | Prima de Cánones                        |
| Vísperas de Cánones                     | Vísperas de Cánones                     | Vísperas de Cánones                     | Vísperas de Cánones                     |
| Instituta                               | Instituta                               | Instituta                               | Instituta                               |
| Filosofía                               | Filosofía                               | Filosofía                               | Filosofía Moral                         |
| Moral                                   | Moral                                   | Moral                                   | Sintaxis                                |
| Gramática de Mayores                    | Gramática                               | Teología Dogmática                      | Ortografía                              |
| Gramática de Menores                    | Prima de Leyes                          | Leyes                                   | Leyes                                   |
|                                         | Vísperas de Leyes                       | Medicina                                | Medicina                                |
|                                         |                                         | Retórica                                | Prosodia                                |
|                                         |                                         | Gramática                               | Gramática                               |
|                                         |                                         | Historia Sagrada                        | Física                                  |
|                                         |                                         | Historia Eclesiástica                   | Física General                          |
|                                         |                                         | Historia Civil                          | Metafísica                              |
|                                         |                                         |                                         | Lógica                                  |
|                                         |                                         |                                         | Aritmética                              |
|                                         |                                         |                                         | Álgebra                                 |
|                                         |                                         |                                         | Astronomía                              |
|                                         |                                         |                                         | Cronología                              |
|                                         |                                         |                                         | Geografía                               |
|                                         |                                         |                                         | Etimología                              |

## Características de la ilustración en Ecuador

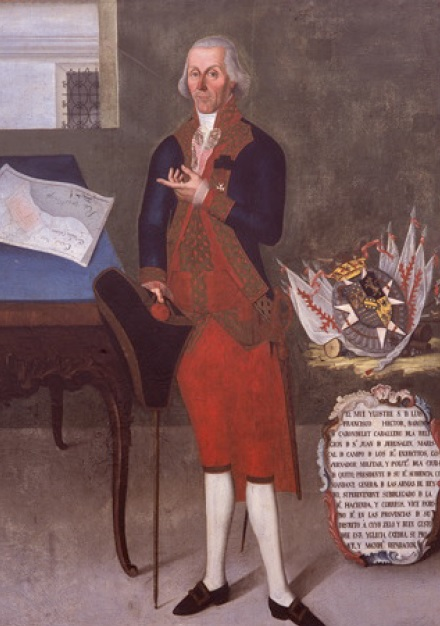
Francisco Luis Héctor de Carondelet, V Barón de Carondelet, Presidente de la Real Audiencia de Quito

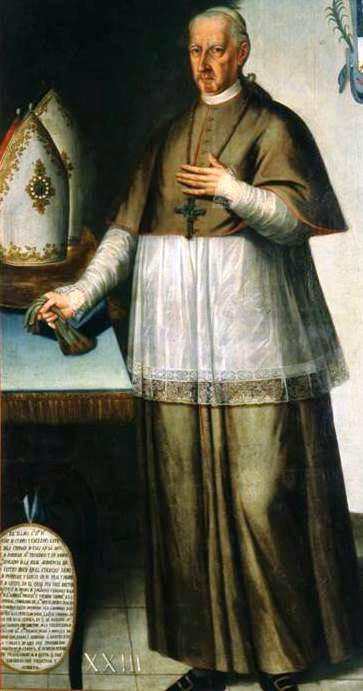
José de Cuero y Caicedo, Presidente del Estado de Quito

En Ecuador la forma de expresión de este movimiento se caracterizó por un cambio en los medios de difusión de las ideas, en el formato de las publicaciones y por su carácter eminentemente católico. En el primer caso la imprenta abrió la posibilidad de un medio difusión alternativo a los tradicionales cursos de las universidades o los sermones de las iglesias, y a través de ella se fundaron periódicos y Sociedades de Amigos del País, como la Sociedad Patriótica de Eugenio Espejo. Por otro lado, el formato de las publicaciones pasó de las clásicas disputaciones escolásticas que se usaron hasta los libros de Bautista Aguirre, a formatos alternativos como el diálogo de Espejo y el ensayo publicado a través de los artículos periodísticos. También se crearon enciclopedias llamadas diccionarios o bibliotecas como las de Antonio de Alcedo, que tenían su precedente en los trabajos de su padre Dionisio, o las investigaciones de Morán de Butrón. Por último, si algo caracterizó a la ilustración en ese país fue que se mantuvo la fe católica a pesar de todo. Los ilustrados no tuvieron representantes en sus filas a personas ateas o deístas como si era el caso en Europa. Existen investigaciones que relacionan a Espejo con logias masónicas pero la abundancia de sus escritos teológicos y su defensa del clero hacen pensar que no abandonó su afiliación a la iglesia. La fidelidad al credo llegó a tal punto que autores como Aguirre o Pérez Calama, seguían defendiendo un modelo geocéntrico de la tierra y rechazando el copernicano por contrario a las sagradas escrituras. Además, también existió lealtad al rey, apoyo a la monarquía como forma de gobierno y continuismo de las formas de producción coloniales con los indígenas y esclavistas con los negros. Las repúblicas, que nacerían en el siglo XIX con las independencias, estarían a cargo de los liberales antes que de los ilustrados, y que tomando como modelo a Estados Unidos, buscaron implantar sistemas similares en Ecuador. También abandonarían el apoyo fiel al catolicismo y buscarían una mayor libertad religiosa como en el caso de Rocafuerte, por ejemplo. Hubo un autor, sin embargo, que mantuvo estas características de la ilustración en su forma y contenido, hasta muy avanzado el siglo XIX: el cura ilustrado, Fray Vicente Solano. A pesar del caos de las guerras de la independencia, el fracaso de la Gran Colombia, el intento de Rocafuerte de permitir el matrimonio entre católicos y protestantes, y la inestabilidad de la nueva república; Solano se mantuvo fiel a la Iglesia católica, proponía la monarquía como forma de gobierno de un "Imperio en los Andes", difundía los nuevos descubrimientos científicos como buen ilustrado, publicaba máximas con un formato similar al diccionario (enciclopedia) de Antonio de Alcedo, y todo esto desde su periódico, el Eco del Azuay.

## Implicaciones para las independencias

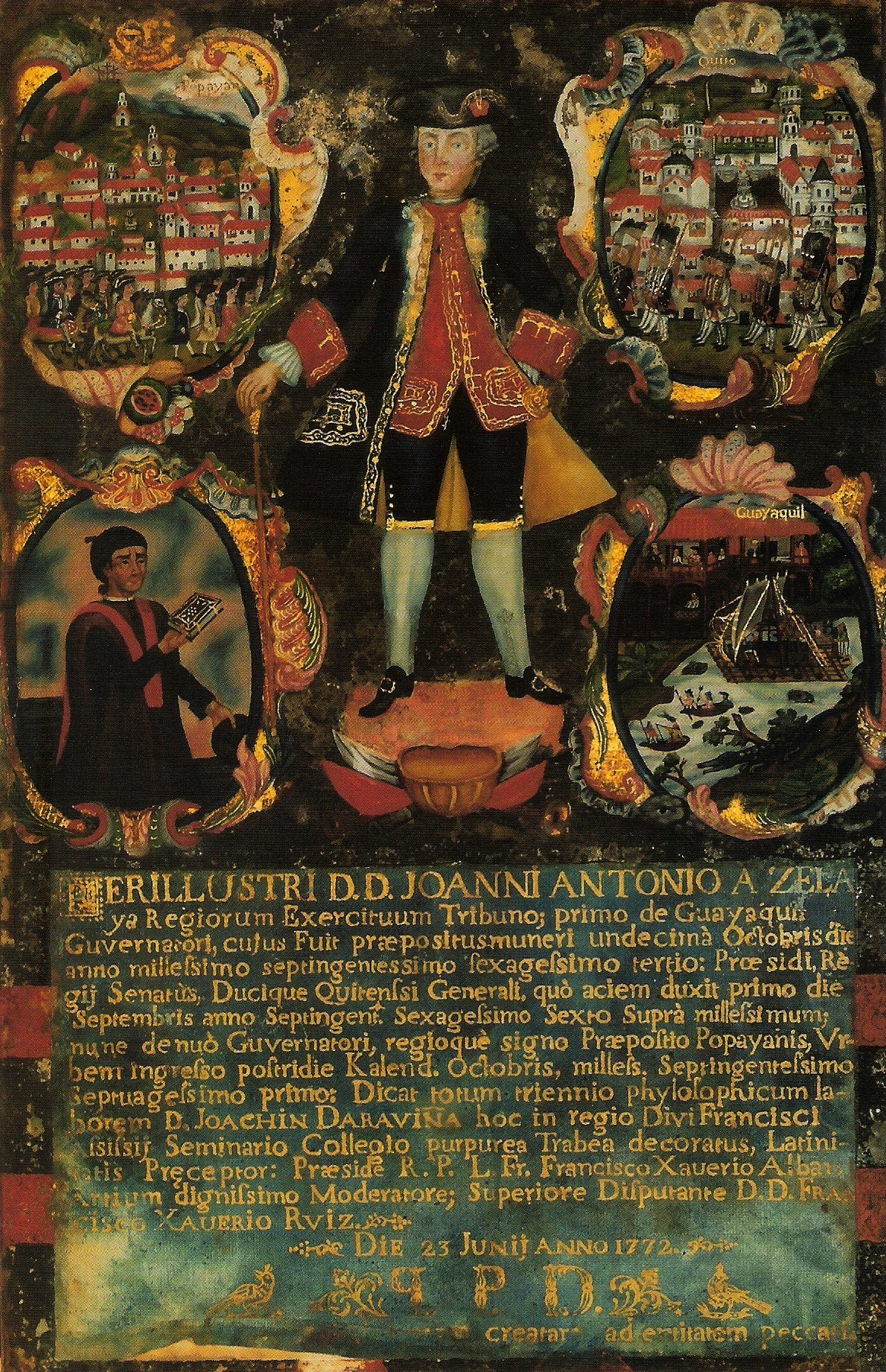
Juan Antonio Zelaya, Gobernador de Quito, Guayaquil y Popayán. Político destacado durante la ilustración en Ecuador.

En la obra póstuma del historiador Jorge Núñez Sánchez, se hace una revisión de este periodo histórico y se resume el cambio de la conciencia que se dio en la Real Audiencia de Quito durante la ilustración y que tendría implicaciones importantes para el siglo XIX respecto a las independencias:
1. Conciencia geográfica: se desarrolló por primera vez a través del mapa de Pedro Vicente Maldonado en donde se concibe este territorio como una unidad que puede ser pensada, medida, formalizada a través de un mapa. Además de la importancia teórica, Maldonado fue a la práctica buscando vencer la geografía, más allá de solo delinearla en un mapa, a través de la construcción de un camino que una a Quito con Esmeraldas. De esta forma se podría mejorar la situación económica que aquejaba sobre todo la región norte de la Real Audiencia de Quito, así como comunicarla más ágilmente con la Real Audiencia de Panamá.
2. Conciencia patriótica: durante los años sesenta del siglo XVIII Juan Romualdo Navarro, oidor de la Real Audiencia de Quito publicó su obra Ideal del Reino de Quito, una obra que contenía argumentos y observaciones importantes sobre el puerto de Guayaquil y su dinámica marítima y militar. También analizó la existencia de los monopolios reales y su importancia para la economía dieciochesca. Su ideal fue una obra que reflejaba un pensamiento de una persona que se identifica a sí mismo con el Reino de Quito y fue la base del sentimiento patriótico que se empezó a desarrollar en los años siguientes.
3. Conciencia histórica: en la dimensión temporal, fue la Historia del Reino de Quito de Juan de Velasco el primer documento importante que concibió los hechos suscitados en ese territorio como suficientemente ideosincráticos como para ser tomados en cuenta como una realidad separada. No fue la primera historia que se había escrito en la Real Audiencia de Quito, existían muchos testimonios de los cronistas, o también la "Historia de la Provincia del Nuevo Reino y Quito de la Compañía de Jesús" de Pedro de Mercado, sin embargo, esa fue la primera obra que pensó a ese territorio como propietario de una historia que lo justificaba como un ente separado e independiente.
4. Conciencia económica: en este aspecto fue importante el aporte de Miguel de Jijón ya que sus escritos sobre la importancia del comercio fueron muy influyentes en la Real Sociedad Económica Matritense de Amigos del País. Sin embargo, lo más importante fue que a pesar de su éxito en la península, Miguel a diferencia de su amigo Olavide, nunca perdió conexión con las Indias, y específicamente la Real Audiencia de Quito. Durante su vida y sus escritos siempre buscó el desarrollo económico de este territorio y hacía propuestas para mejorar la producción de telas en la sierra e impulsar los astilleros en la costa.
5. Conciencia política: fue desarrollada sin duda por Eugenio Espejo quien a través de una reinterpretación del derecho natural, basándose en los que se conocían como escolásticos prostestantes, Hugo Grocio y Samuel Pufendorf, desarrolló su reforma política. Asimismo a través de sus escritos y su destacada participación dentro de la Sociedad Patriótica fue un precursor de lo que serían los siguientes movimientos subversivos y finalmente independentistas.

Como consecuencia de esto, la hipótesis de Nuñez Sánchez es que al unir estas distintas ideas se logró alcanzar la plenitud de la conciencia nacional y se empezaron a llevar a cabo los procesos separatistas durante el siglo XIX.